# Свами Чидананда
Сва́ми Чидана́нда (англ. Swami Chidananda; имя при рождении — Шридха́р Ра́о, англ. Shridhar Rao; 24 сентября 1916 — 28 августа 2008) — индийский гуру и йогин, второй президент Общества божественной жизни (1963—2008). Занял этот пост в 1963 году после смерти своего гуру и основателя Общества — Свами Шивананды.
Свами Чидананда,при рождении Шридхар Рао, родился в 1916 году в Тамилнаде. Получил учёную степень бакалавра искусств в Лойола-колледже в Мадрасе. В 1943 году поселился в ашраме Свами Шивананды в Ришикеше. В 1948 году был назначен генеральным секретарём Общества божественной жизни. 10 июля 1949 года принял от Свами Шивананды посвящение в санньясу (уклад жизни в отречении) и духовное имя «Свами Чидананда». В августе 1963 года, после смерти Свами Шивананды, был избран президентом Общества божественной жизни.